# Puschkinia scilloides
Puschkinia scilloides là một loài thực vật có hoa trong họ Măng tây. Loài này được Adams miêu tả khoa học đầu tiên năm 1805.

## Hình ảnh

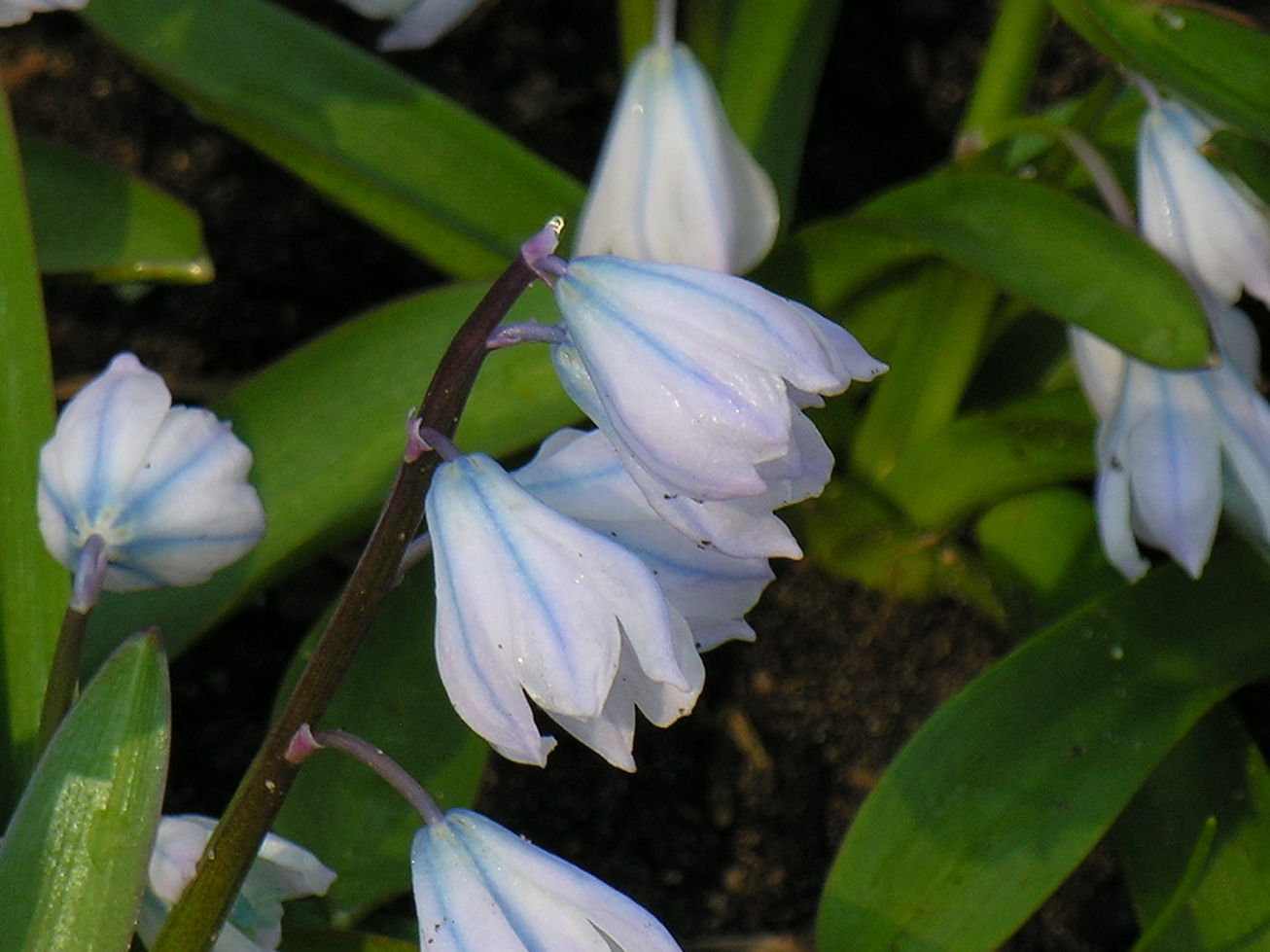
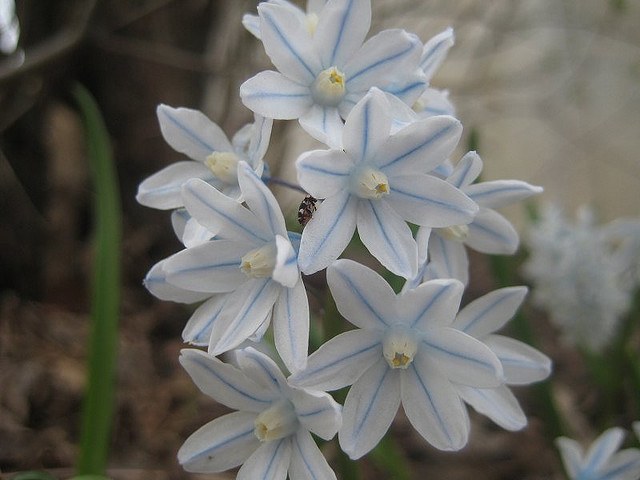
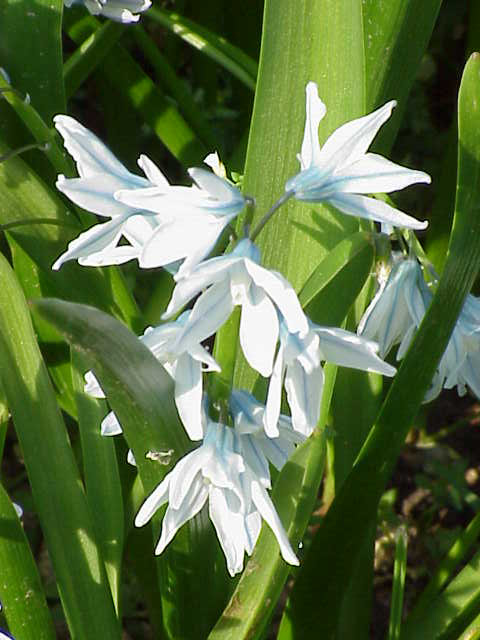
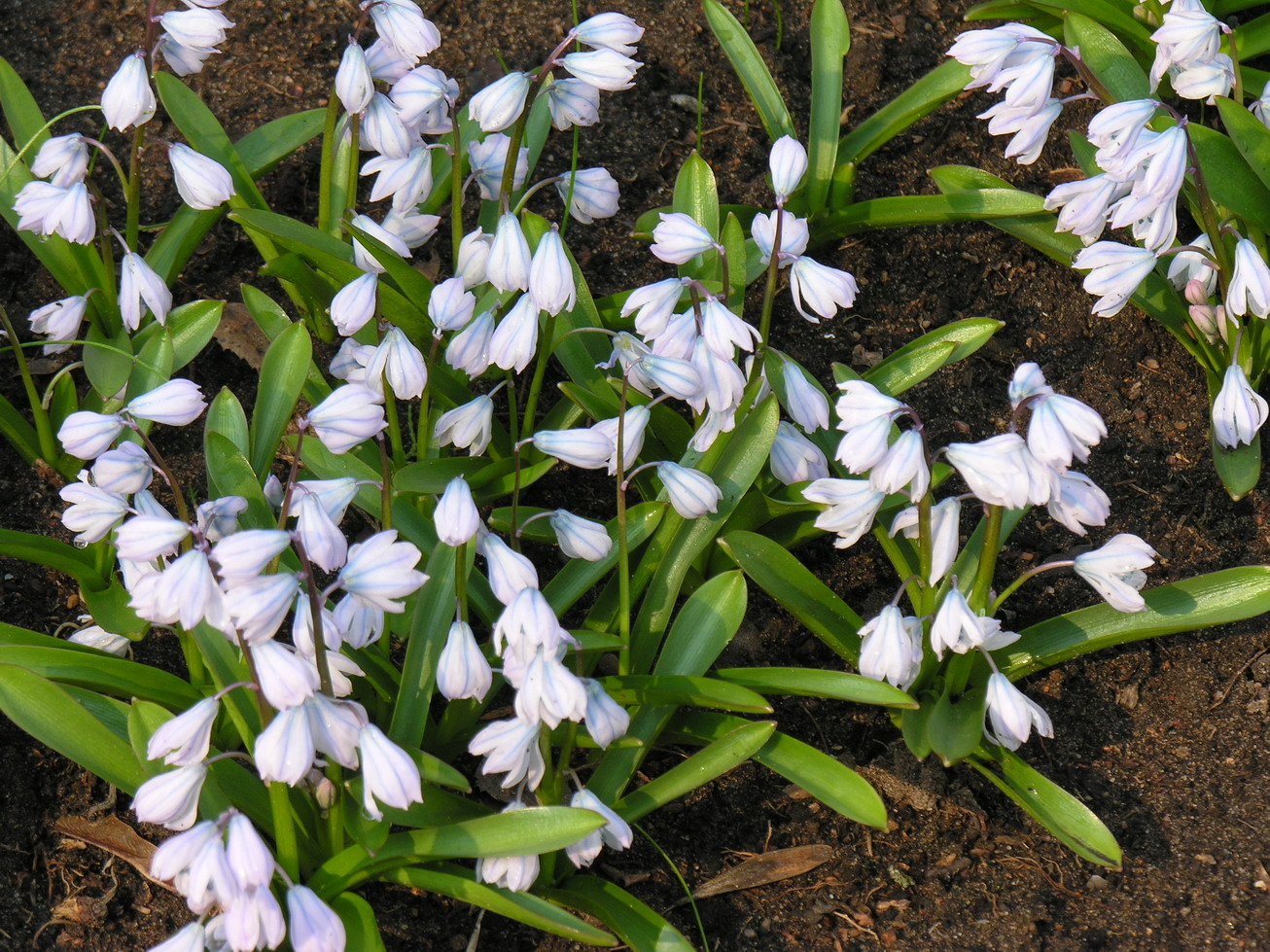